# Speiss
Speiss désigne une matière semi-métallique, résultat du premier grillage du minerai de nickel ou de cobalt. Le terme est aussi employé pour le résultat du grillage du minerai de cuivre ou de plomb. 

## Définition
Le speiss contient, outre le métal du minerai sélectionné, d'autres métaux comme le fer... Les éléments métalliques y sont encore souvent sous la forme d'arséniures avec des traces de sulfures. 
Le speiss, essentiellement un mélange d'arséniures métalliques, produit intermédiaire des métallurgies du nickel, du cobalt, du plomb... est semblable à la matte qui, elle, contient essentiellement des sulfures métalliques, donc avec du soufre au lieu de l'arsenic.
Le grillage du speiss donne des oxydes, comme l'indique Guillet dans sa "technique métallurgique" parue en 1944.

## Origine du mot
Le speiss apparaît dans la langue française écrite vers 1765. Ce substantif masculin est cité dans l'Encyclopédie. Il est alors prononcé généralement à la façon allemande. Le dictionnaire Larousse du XIXe siècle ne mentionne que la prononciation française alors que les autres dictionnaires indiquent les deux prononciations, l'allemande [spajs] et la française [spɛs]. L'allemand der Speiss désigne déjà au XVIIIe siècle une matière spécifique de la métallurgie du nickel et du cobalt. Ce produit intermédiaire sera identifié au siècle suivant par les chimistes comme un mélange d'arséniures ou parfois d'arséniosulfures.
Les minerais riches en cobalt, mais aussi en dérivés oxydés de soufre et d'arsenic, donnent par fusion un speiss cassant qu'on ne savait pas traiter autrefois. Les mineurs germaniques croyaient même que ces mauvais minerais, difficilement reconnaissables des bons, étaient une manifestation de la vengeance des gnomes, ces génies souterrains, nommés les Kobolds en allemands ou les Gobelins en français, qui protégeaient farouchement leurs réserves minières. Le terme kobold et sa variante kobalt ont servi au chimiste suédois Georg Brandt à dénommer le métal cobalt en 1735. Son travail n'a été pleinement reconnu que par Torbern Olof Bergman vers 1780.

## Cas de la métallurgie du cobalt
Les minerais arséniés du Canada donnent, par traitement métallurgique approprié, un speiss qui peut être défini comme un mélange d'arséniures de cobalt, de nickel, de fer et de cuivre renfermant une quantité appréciable d'argent. Ils y sont transportés et éventuellement triés à la main, et soumis à un enrichissement par gravité ou par flottation. Les fractions de minerais sélectionnés sont alors broyées, mélangées avec du coke, des débris de fer et du fondant formé de calcaire et de silice. Le mélange est fondu dans des fours soufflés sous faible pression d'air. L'art du chauffeur métallurgiste consiste à maintenir une température constamment assez élevée pour éviter une oxydation progressive du cobalt qui serait perdu avec les scories. Dans ces conditions, l'arsenic, à l'état de vapeur d'anhydride arsénieux, se dégage du mélange fondu. Ce gaz est récupéré dans des tuyaux puis condensé. La masse fondue résiduelle, après la fin de ce dégazage, est coulée dans des récipients dans lesquels plusieurs couches ou phases se forment avec, de bas en haut :
- un bouton riche en argent, plus dense, au fond, source de profit.
- le speiss, qui contient le métal à traiter ultérieurement au milieu,
- les scories siliceuses à la surface, qui sont rejetées.

Selon les techniques anciennes, le speiss concassé et broyé est mélangé avec 20 % en masse de chlorure de sodium. Il est soumis à un grillage chlorurant dans un four à réverbère. Après refroidissement, la lixiviation à l'eau froide donne une solution qui est filtrée. Elle contient, en plus de l'excès de sel (NaCl), des sels de cuivre, de cobalt et de nickel. Les ions à base de cuivre sont réduits par des débris de fer, et ainsi éliminés. L'ajout répété de soude, puis d'acide sulfurique permet, par précipitation fractionnée, d'obtenir des hydroxydes de nickel et de cobalt qui sont ensuite raffinés. 
À la fin du XXe siècle, le speiss est grillé dans un four Edward pour éliminer l'arsenic et le soufre, tout en oxydant le fer. La masse refroidie est traitée à l'acide sulfurique. La filtration donne une solution aqueuse de sulfates de cobalt, de nickel, de cuivre et de fer. Des techniques de séparations par voies aqueuses puis sèche sont employées.